# 大宮アイドール
大宮I☆DOLL（おおみやアイドール）とは、埼玉県さいたま市大宮区を拠点として活動する日本の女性アイドルグループである。姉妹グループであるアイドールBRAVE、Lapisに関しても本項で述べる。

## 概要
さいたま市の大宮駅東口から徒歩6～7分の所にある、アイドル育成型ライブカフェ「I DOLL」を拠点に活動を行っている。
正規メンバー、研修生、候補生の区分があり、メンバーは基本的にライブカフェ「I DOLL」に出勤し、店員として働きながら店内でライブを行ってる。
都内のライブハウスで行われる対バンライブにも積極的に出演しており、メジャーデビューを目標に活動を行っている。
2018年、予てから目標としていたTOKYO IDOL FESTIVALへの出演を果たした。

## 略歴
2014年
- 11月1日、アイドル育成型居酒屋「I☆DOLL」開店[2]。一般営業は11月3日から。

2015年
- 3月28日、伊藤園「Live Idol Tokyo 2015」（恵比寿LIQUIDROOM）に出演[3]。
- 8月2日、ファーストワンマンライブ『Dreams come true‐真夏の全力課外授業‐』＠HEAVENS ROCKさいたま新都心を開催。
- 11月3日、開店2周年の場で2016年3月27日にセカンドワンマンライブ@新宿RUIDO K4の開催を発表[4]。
- 12月31日、諸般の事情によりセカンドワンマンライブの中止を発表。

2016年
- 3月27日、中止となったセカンドワンマンライブの代替企画として第1回「大宮アイドール感謝祭」開催。
- 11月27日、「ご当地アイドルNo.1決定戦 U.M.U AWARD 2016」の決勝大会に進出[5]。

2017年
- 3月19日、第2回「大宮アイドール感謝祭」にてワンマンライブ開催のための公約「動員100名」を達成出来ず中止を発表するも、「運営がやりたい」と言う理由で無銭ライブでの開催が決定[6]。
- 4月29日、ニコニコ超会議2017に出演[7][8]。
- 6月25日、セカンドワンマンライブ『Revive』@北浦和Ayersを開催。
- 12月30日・31日、「RIZIN 格闘技EXPO2017」 @さいたまスーパーアリーナ出演[9]。

2018年
- 3月21日、サードワンマンライブ『Evolution～誰かのために～』＠HEAVENS ROCKさいたま新都心を開催[10][11]。
- 4月28日、 白金高輪SELENE b2にて開催されたTOKYO IDOL FESTIVAL「TIF2018全国選抜LIVE powered by ニッポン放送」関東・北陸Bブロックにて優勝。出演権を獲得[12] [13][14][15]。
- 7月21日、SEKIGAHARA IDOL WARS 2018〜関ケ原唄姫合戦〜出演(予選会11位にて通過)[16]。
- 8月4日・5日、TOKYO IDOL FESTIVAL出演[17]。
- 8月25日、@JAM EXPO2018出演[18]。
- 11月4日、4周年ライブ『大宮I☆DOLL 4th Anniversary Special Live-Breakthrough!』@渋谷VUENOSを開催[19]。
- 12月30日・31日、「RIZIN 格闘技EXPO2018」 @さいたまスーパーアリーナ出演[20]。

2019年
- 3月24日、4thワンマンライブ『We will...』＠SOUND MUSEUM VISION（渋谷）を開催。
- 5月28日、純粋カフェ・ラッテ主催イベント『Cafe La Night～かふぇらないと～』@WALLOP放送局に出演。バシフェスVol.5 出演権獲得。
- 6月17日、バシフェスVol.5 supported by パセラステーション @TSUTAYA O-EASTに出演。
- 7月21日、SEKIGAHARA IDOL WARS 2019〜関ケ原唄姫合戦〜に出演(予選会9位にて通過)。
- 8月31日、埼玉西武ライオンズ 試合前イベント「埼玉フェスタ2019」@メットライフドーム屋外特設ステージ に出演[21]。
- 11月5日、5thワンマンライブ『Rebirth-限界突破-』＠新宿BLAZEにて開催[22]。

2020年
- 1月1日、4月11日、アイドールBRAVE1stワンマンライブ『BRAVE 1stワンマン-我ら勇者の革命エチュード-』@赤羽ReNY alpha、6月24日、大宮アイドール6thワンマンライブ『タイトル未定』＠ 白金高輪SELENE b2の開催を発表[23]。
- 4月4日、ギュウ農フェス春のSP2020　@新木場STUDIO COAST出演予定[24]。

2021年
- 3月19日、白金高輪SELENE b2にて6thワンマンライブ「Restart」を開催。2020年に開催予定だったライブが新型コロナウイルス蔓延により延期となったもの。
- 7月24日、7月25日、来年まで待てない! SEKIGAHARA IDOL WARS 2021 〜関ケ原唄姫合戦〜in 尾張出演（予選Dブロック1位）。

2023年
- 6月23日、アイドールBRAVEが日本ご当地アイドル活性協会が選ぶ「2023年上半期未発掘アイドルセレクト10」に選出[25]。

## メンバー

### 大宮I☆DOLL
| 氏名         | 愛称       | 誕生日        | 期    | メンバーカラー | 備考 |
| ------------ | ---------- | ------------- | ----- | -------------- | --- |
| 渡辺綾       | あやちゃん | 7月20日       | 1期生 | 青             | 横浜DeNAベイスターズ監督三浦大輔推し。髪型は野球のヘルメットヘアー。                                                                      |
| 桜井ひとみ   | ひとみぃ   | 6月9日        | 5期生 | 水色           | 2019年3月24日候補生よりアイドールBRAVE昇格。2019年11月5日アイドールBRAVEより昇格。アイドールBRAVE時のカラーは白。15代目さいたま観光大使。 |
| 市ノ瀬律     | りっちゃん | 4月17日       |       | 黄             | キャプテン。第17代さいたま観光大使。 |
| 双葉美咲     | みさきち   | 1995年12月3日 |       | 緑             | |
| 春夏秋冬サラ |            | 1998年6月23日 |       | 白             | 読み方は「ひととき」。2025年1月1日加入。                                                                                                  |

### Lapis
| 氏名       | 愛称     | 誕生日   | 期            | メンバーカラー | 備考           |
| ---------- | -------- | -------- | ------------- | -------------- | -------------- |
| 永島美玲   | ぴえん   | 12月11日 | ?期生         | ピンク         | 口癖はぴえん。 |
| 大原めい   | めいめい | 8月22日  | ?期生         | ライトグリーン | 自称癒しキャラ |
| 小林史緒里 |          | 1月11日  | 2023年8月15日 | オレンジ       |                |
|            |          |          |               |                |                |
| 星野もな   |          | 10月29日 | 2025年4月26日 | 紫             |                |
| 白瀬ねむ   |          | 11月22日 | 2025年4月26日 | 白             |                |

### 旧メンバー
| 氏名         | 愛称         | 誕生日         | 期             | メンバーカラー   | 備考                                                                          |
| ------------ | ------------ | -------------- | -------------- | ---------------- | ----------------------------------------------------------------------------- |
| 大豆生田有紀 | まめちゃん   | 3月27日        | 4期研修生      | 水色             | グループからは卒業するが、事務所には所属し活動を継続。2018年9月3日付退所。    |
| 佐藤李実     | りっちゃん   | 8月9日         | 4期研修生      | 黄               | 2018年6月5日脱退。                                                            |
| 汐月ゆりの   | ゆりのん     | 10月21日       | 4期研修生      | オレンジ         | 2018年8月18日卒業。                                                           |
| 星野ともみ   | ともみん     | 5月28日        | 5期研修生      | 黄               | 2019年2月22日脱退。                                                           |
| 白鳥すず     | すずにゃん   | 3月5日         | 4期研修生      | 紫               | 2019年4月29日卒業。                                                           |
| 本城千絵     | ちえりん     | 5月9日         | 2期生          | 黄緑             | 2019年5月12日卒業。                                                           |
| 野兎瑠架     | るかちゃん   | 9月18日        | 5期研修生      | 黒               | アイドールBRAVE。2019年6月22日卒業。7月21日関ケ原にて1日限りの復活。          |
| 柚木未桜     | みおぽん     | 3月14日        | 3期生          | 黄               | 2019年12月5日卒業。                                                           |
| 小島優璃愛   | こじゆり     | 11月6日        | 3期生          | ピンク           | 2020年10月10日脱退。                                                          |
| 齋藤愛理     | あいりん     | 7月4日         | ?期生          | ライトブルー     | 2022年3月29日Lapis脱退並びに事務所からの退所。                                |
| 井上樹里     | おじゅりまる | 3月15日        | 4期生          | 紫               |                                                                               |
| 白川もも     | ももちゃん   | 11月30日       | 4期生          | 白               | 2022年9月3日渋谷Veatsワンマンライブで卒業。                                   |
| 古川さやか   | さぁや       | 4月16日        | 6期生          | 黄               | 2019年9月28日候補生より昇格。2022年10月2日卒業                                |
| 若月楓莉     | かえりん     | 3月23日        | ?期生          | 紫               | アイドールBRAVE研修生。2023年4月23日卒業                                      |
| 花守つぐみ   | つぐちゃ     | 3月3日         | 5期生          | 赤               | 2023年6月1日脱退                                                              |
| 松井もえか   |              |                | 2022年6月26日  |                  | 2023年11月27日卒業                                                            |
| 朝陽みゆ     |              |                | 2022年12月17日 | 緑               | 2023年11月27日卒業                                                            |
| 葉月うさ     |              |                | 2022年12月17日 | 黄色             | 2023年11月27日卒業                                                            |
| 小川さくら   | おがさく     | 2月8日         | ?期生          | パワフルイエロー | 2024年10月20日にLapisを卒業。                                                 |
| 今野梨奈     | りなりー     | 11月29日       | 1期生          | 赤               | 2024年11月24日卒業。                                                          |
| 姫宮花凛     | ひめちゃん   | 10月6日        | 5期生          | ピンク           | 2021年12月17日アイドールBRAVEより移籍。大好物はハムスター。2024年12月17日卒業 |
| 若菜さき     | さきっちょ   | 4月18日        | 5期生          | オレンジ         | 2025年6月8日卒業                                                              |
| 神城ユノ     |              | 9月8日         | 2024年8月20日  | 水色             | 2025年6月8日にグループ解散                                                    |
| 織田知穂     |              | 1994年12月21日 |                | 紫               | 元大宮アイドール。2025年6月8日にグループ解散                                  |
| 相良あむ     |              | 2008年2月3日   |                | 赤               | 2025年6月8日にグループ解散                                                    |

## アイドル育成型ライブカフェ I DOLL
アイドル育成型ライブカフェ I DOLL(埼玉県さいたま市大宮区仲町2-51-2F)大宮アイドールのメンバーが店員として働くカフェである。店内でライブを行う他、メンバーの生誕祭を行っており、他に感謝祭・周年祭・年末年始のカウントダウンライブ等のイベントを開催することもある。
来店客は入店時に渡される「育成コイン」を応援するメンバーに手渡すかメンバー専用のBOXに入れる。これを集計することで、3ヶ月に1度人気ランキングが発表される。
開店当初はランキングによってユニットを組んだり、特別な企画等を行っていたが、最近では特別衣装と定期公演でのプロデュース権が主な特典になっている。その定期公演は3ヶ月に1度の割合で行われており、数組のゲストを招いてライブを行うこともある。店内には定期公演に出演したアイドルグループの色紙が飾られているが、その中にはニコニコ超会議（2017年）で大宮アイドールの埼玉PRソングに参加した枝野幸男の色紙も含まれている。
また、正規メンバー、研修生については、誕生日の前後の日曜日に生誕祭を行っている。主役となる生誕メンバーがセットリスト、出演メンバー等をすべて決めて行われる。候補生については誕生日近くの出勤日に「プチ生誕祭」と称したミニイベントを行っている。

## ディスコグラフィー

### シングル
- 流星Destiny ［CD+DVD］＜生産限定盤＞

（2015年3月15日発売）
規格品番:DMW-1001

【CD】
1. 流星Destiny
2. Smile Jump
3. 老人と子供達のポルカ
※老人と子供のポルカのカバー曲

【DVD】
1. 「流星Destiny」プロモーションビデオ

- 流星Destiny  [2ndプレス][38]（2015年8月26日発売）

規格品番:DMW-1002

【CDシングル】
1. 流星Destiny
2. Smile Jump
3. 老人と子供達のポルカ

- 気づけば恋してた[39]（2015年10月14日発売）

※育成コインユニット【Angel tree】名義、規格品番:DMW-1003

【CDシングル】
1. 気づけば恋してた
2. 伝えてよ恋心よ
3. 気づけば恋してた（カラオケ）

## 出演

### テレビ
- ノブナガ（2015年1月18日、CBCテレビ）※地方から成功をつかむ野望家SPに事務所社長出演。[40][41][42]
- おじゃMAP!!（2015年1月28日、フジテレビ）[43]
- 祝!TIF10周年 この指と〜まれ!2019元旦SP（2019年1月1日、フジテレビ）[44]

### ラジオ
- 日刊!さいたま〜ず（2016年2月6日、NHKさいたま放送局）[45]
- 大宮アイドールのなんてったってアイドール！ （毎週金曜日、21:00〜21:55。REDS WAVE）[46]